# Vitešinec
Vitešinec falu Horvátországban Varasd megyében. Közigazgatásilag Ivanechez tartozik.

## Fekvése
Varasdtól 19 km-re délnyugatra, községközpontjától 2 km-re délkeletre az Ivaneci-hegység északi részén fekszik.

## Története
A települést I. Ferdinánd király 1564-ben kelt oklevelében említik "Vythosyncz" alakban. Ebben a király megerősíti a gersei Pethő családot birtokaiban. 1650-ben III. Ferdinánd oklevelében melyben birtokokat adományozott Varasd vármegye akkori főprépostjának, Dénes fia Miklósnak a bélai uradalom részeként Vitesinec is szerepel. 
A falunak 1857-ben 57, 1910-ben 126 lakosa volt. 1920-ig Varasd vármegye Ivaneci járásához tartozott. 2001-ben 27 háztartása és 98 lakosa volt.

## Külső hivatkozások
- Ivanec város hivatalos oldala
- Az ivaneci turisztkai egyesület honlapja